# Manuela Grochowiak-Schmieding
Manuela Grochowiak-Schmieding (née le 24 janvier 1959 à Niederlahnstein) est une femme politique allemande (Alliance 90 / Les Verts). 

## Biographie
Manuela Grochowiak-Schmieding suit une formation professionnelle d'infirmière à Neuwied et travaille dans l'unité de soins intensifs de l'hôpital. Après 13 ans à Berlin, elle déménage à Oerlinghausen en 1992. Elle participe à diverses activités bénévoles: établissement d'une mère / groupe d'enfants à Lipperreihe, la participation au Groupe Action, fondateur du premier voyage de groupe Nabu-enfants des jeux depuis 10 ans, employés dans un lieu de la nature d' apprentissage, etc. En 1998, elle commence  comme éducatrice du musée au musée archéologique en plein air Oerlinghausen. Elle est mariée et a deux filles. Elle a un permis de chasse, une licence de pilote de planeur et un permis de voile. 

## Activité politique
Grochwiak-Schmieding est membre d'Alliance 90 / Les Verts depuis 1998. De 1999 à 2011, elle est membre du conseil municipal d'Oerlinghausen et de 2001 à 2011, elle est porte-parole du groupe parlementaire. De 2004 à 2012, elle est membre du conseil de l'arrondissement de Lippe et administratrice adjointe de l'arrondissement. Depuis 2008, elle est porte-parole de l'Alliance 90 / Les Verts de l'arrondissement de Lippe. Aux élections locales de 2009, elle se présente comme candidate à la mairie et en 2010 comme candidate directe aux élections régionales. 
Lors des élections régionales en Rhénanie-du-Nord-Westphalie en 2012, Grochwiak-Schmieding se présente à nouveau pour le mandat direct dans la circonscription de Lippe I, mais sans succès. Son inscription sur la liste proportionnelle des Verts n'est pas suffisante pour une entrée directe au Landtag. En raison de la séparation de ses fonctions et de son mandat, elle rentre au Landtag en novembre 2012 en remplaçant Johannes Remmel. 

## Parlementaire
Depuis le 2 novembre 2012 Grochwiak-Schmieding est député au Landtag de Rhénanie du Nord-Westphalie. Elle est la porte-parole du groupe vert en matière de politique sociale et membre de la commission du travail, de la santé et des affaires sociales. Elle est membre suppléante du comité de la culture et de la commission constitutionnelle. Elle perd son mandat lors des élections régionales de 2017. 